# Whirlpool Productions
Whirlpool Productions est un groupe allemand de house, originaire de Cologne. Il se compose des musiciens et producteurs Eric D. Clark, Justus Köhncke et Hans Nieswandt.

## Histoire
Whirlpool Productions est formé en 1991. Le projet est connu pour son son original et expérimental, qui a eu un effet stylistique sur des groupes comme Sensorama ou Egoexpress. Avec leur hit disco From Disco to Disco, ils obtiennent un succès no 1 en Italie durant l'été 1997, ce qui leur permet de passer à la télévision dans une émission de hit-parade.
Les musiciens étaient également journalistes dans l'ancienne rédaction du magazine musical Spex et se sont donc toujours intéressés au côté théorique de leur activité. Ils se produisent surtout en tant que DJ. Hans Nieswandt raconte dans son livre plus minus acht ses souvenirs de la house dans les années 1990.
En 2022, le prix d'honneur du Holger Czukay Preis für Popmusik de la ville de Cologne est décerné au projet.

## Discographie

### Albums studio
- 1995 : Brian de Palma
- 1996 : Dense Music
- 1998 : Whirlpool Productions
- 2001 : Lifechange

### Singles et EP
- 1992 : Fly High / Gimme (feat. M. T.)
- 1993 : Gimme / Fly Hi (feat. Mel Tormé)
- 1993 : I Think That Maybe I’m Dreaming (sur The Dream Team E. P., avec Your Dreams von  T’n’I)
- 1994 : Non-Stop Trancin / Let Yourself Go
- 1995 : The Immunity Syndrome E. P.
- 1995 : Moon Huh / Harvest
- 1996 : From: Disco to Disco (13e des charts belges, 54e des charts néerlandais[3])
- 1996 : Cold Song (8e place des charts allemands[4])
- 1998 : Crazy Music
- 2001 : Lifechange
- 2006 : From Disco to Disco 2006
- 2006 : From: Disco to: Disco, Pt. 2
- 2007 : From: Disco to: Disco (4 Tracks)

### Remixes
- 1993 : Die Helfende Hand – Wo sind die Partys
- 1993 : D’Cypher – Return of Dr. Mabuse
- 1995 : Microbots – I Don't Know What to Expect
- 1995 : Army of Lovers – Life Is Fantastic